# Kolss-BDC Team
Kolss-BDC Team (código UCI: KLS), é uma equipa ciclista profissional ucraniana de categoria Continental.

## Material ciclista
A equipa utiliza bicicletas Giant.

## Classificações UCI
A partir de 2005 a UCI instaurou os Circuitos Continentais UCI, onde a equipa tem estado desde o ano 2010 (ano de sua fundação), registado dentro do UCI Europe Tour. Estando nas classificações do UCI Europe Tour Ranking e do UCI Asia Tour Ranking. As classificações da equipa e de sua ciclista mais destacado são as seguintes:

### UCI Europe Tour
| Temporada | Classificação por equipas | Melhor corredor    | Posição |
| 2009-2010 | 100º                      | Mykhailo Kononenko | 709º    |
| 2010-2011 | 72º                       | Mykhailo Kononenko | 274º    |
| 2011-2012 | 67º                       | Mykhailo Kononenko | 250º    |
| 2012-2013 | 13º                       | Vitaliy Buts       | 9º      |
| 2013-2014 | 15º                       | Vitaliy Buts       | 14º     |
| 2015      | 4º                        | Vitaliy Buts       | 6º      |
| 2016      | 19º                       | Vitaliy Buts       | 90º     |

### UCI Asia Tour
| Temporada | Classificação por equipas | Melhor corredor    | Posição |
| 2009-2010 | 60º                       | Mykhailo Kononenko | 270º    |
| 2010-2011 | 43º                       | Evgen Filin        | 147º    |
| 2012-2013 | 63º                       | Andriy Vasylyuk    | 221º    |
| 2013-2014 | 5º                        | Mykhailo Kononenko | 12º     |
| 2015      | 7º                        | Oleksandr Polivoda | 15º     |
| 2016      | 3º                        | Serhi Lahkuti      | 20º     |

## Palmarés
Para anos anteriores, veja-se Palmarés da Kolss-BDC Team

### Palmarés 2017

#### Circuitos Continentais UCI
| Datas         | Circuito                | Carreiras                           | Ganhador           |
| 4 de maio     | UCI Europe Tour de 2017 | 2.ª etapa do Tour de Azerbaijão     | Oleksandr Polivoda |
| 18 de maio    | UCI Europe Tour de 2017 | 1.ª etapa do Tour da Ucrânia        | Vitaliy Buts       |
| 18 de maio    | UCI Europe Tour de 2017 | 2.ª etapa do Bałtyk-Karkonosze Tour | Andriy Kulyk       |
| 19 de maio    | UCI Europe Tour de 2017 | 2.ª etapa do Tour da Ucrânia (CRE)  | Kolss-BDC Team     |
| 21 de maio    | UCI Europe Tour de 2017 | Tour da Ucrânia                     | Vitaliy Buts       |
| 26 de maio    | UCI Europe Tour de 2017 | Horizon Park Race for Peace         | Mykhailo Kononenko |
| 28 de maio    | UCI Europe Tour de 2017 | Horizon Park Classic                | Oleksandr Prevar   |
| 22 de julho   | UCI Asia Tour de 2017   | 7.ª etapa da Volta ao Lago Qinghai  | Mykhailo Kononenko |
| 23 de julho   | UCI Asia Tour de 2017   | 8.ª etapa da Volta ao Lago Qinghai  | Oleksandr Polivoda |
| 24 de julho   | UCI Asia Tour de 2017   | 9.ª etapa da Volta ao Lago Qinghai  | Oleksandr Polivoda |
| 25 de julho   | UCI Europe Tour de 2017 | Prologo da Dookoła Mazowsza (CRI)   | Adrian Banaszek    |
| 5 de agosto   | UCI Europe Tour de 2017 | Tour de Beiras                      | Sergiy Lagkuti     |
| 6 de agosto   | UCI Europe Tour de 2017 | Odessa Grand Prix                   | Mykhailo Kononenko |
| 26 de agosto  | UCI Asia Tour de 2017   | 2.ª etapa do Tour de Xingtái        | Oleksandr Polivoda |
| 3 de setembro | UCI Europe Tour de 2017 | 1.ª etapa do Tour da Bulgária-Norte | Sergiy Lagkuti     |
| 5 de setembro | UCI Europe Tour de 2017 | Tour da Bulgária-Norte              | Sergiy Lagkuti     |
| 7 de setembro | UCI Europe Tour de 2017 | 1.ª etapa do Tour da Bulgária-Sul   | Vitaliy Buts       |
| 8 de setembro | UCI Europe Tour de 2017 | 2.ª etapa do Tour da Bulgária-Sul   | Vitaliy Buts       |
| 9 de setembro | UCI Europe Tour de 2017 | 3.ª etapa do Tour da Bulgária-Sul   | Vitaliy Buts       |
| 9 de setembro | UCI Europe Tour de 2017 | Tour da Bulgária-Sul                | Vitaliy Buts       |
| 8 de novembro | UCI Asia Tour de 2018   | 1.ª etapa do Tour de Fuzhou         | Mykhailo Kononenko |

#### Campeonatos nacionais
| Datas       | Carreiras                                  | Ganhador           |
| 21 de junho | Campeonato da Ucrânia Contrarrelógio (CRI) | Oleksandr Polivoda |
| 25 de junho | Campeonato da Ucrânia em Estrada           | Vitaliy Buts       |

## Elenco
Para anos anteriores, veja-se Elencos da Kolss-BDC Team

### Elenco de 2017
| Nomeie              | Nascimento | Nacionalidade | Equipo 2016                |
| Norbert Banaszek    | 18/06/1997 | Polónia       | Verva ActiveJet            |
| Adrian Banaszek     | 21/10/1993 | Polónia       | Verva ActiveJet            |
| Pavlo Bondarenko    | 10/09/1996 | Ucrânia       | ISD-Jorbi Continental Team |
| Andrii Bratashchuk  | 08/04/1992 | Ucrânia       | Kolss-BDC Team             |
| Yurii Burchenia     | 05/05/1998 | Ucrânia       | Neoprofissional            |
| Vitaliy Buts        | 24/10/1986 | Ucrânia       | Kolss-BDC Team             |
| Volodymyr Kogut     | 28/07/1984 | Ucrânia       | Amore & Vita-Selle SMP     |
| Mykhailo Kononenko  | 30/10/1987 | Ucrânia       | Kolss-BDC Team             |
| Andrij Kulyk        | 30/08/1989 | Ucrânia       | Kolss-BDC Team             |
| Sergiy Lagkuti      | 24/04/1985 | Ucrânia       | Kolss-BDC Team             |
| Vasyl Malynivskiy   | 21/11/1992 | Ucrânia       | Kolss-BDC Team             |
| Oleksandr Polivoda  | 31/03/1987 | Ucrânia       | Kolss-BDC Team             |
| Oleksandr Prevar    | 28/06/1990 | Ucrânia       | Kolss-BDC Team             |
| Llibert Sendrós     | 16/09/1991 | Espanha       | Kolss-BDC Team             |
| Mykyta Skorenko     | 28/06/1993 | Ucrânia       | Kolss-BDC Team             |
| Vladyslav Soltasiuk | 23/09/1997 | Ucrânia       | ISD-Jorbi Continental Team |
| Andriy Vasylyuk     | 29/08/1987 | Ucrânia       | Kolss-BDC Team             |

1. 1 2  Desde 24 de março.
2. 1 2  Desde 3 de março.
3. ↑  Desde 30 de maio.
4. ↑  Até 10 de março.